# Heniocha lindti
Heniocha lindti är en fjärilsart som beskrevs av Karl Grünberg 1910. Heniocha lindti ingår i släktet Heniocha och familjen påfågelsspinnare. Inga underarter finns listade i Catalogue of Life.